# Dundaia subtuberculata
Dundaia é um gênero de coleóptero da tribo Callidiini (Cerambycinae); compreende apenas uma única espécie, distribuída apenas na China.

## Sistemática
- Ordem Coleoptera
  - Subordem Polyphaga
    - Infraordem Cucujiformia
      - Superfamília Chrysomeloidea
        - Família Cerambycidae
          - Subfamília Cerambycinae
            - Tribo Callidiini
              - Gênero Dundaia (Holzschuh, 1993)
                - Dundaia subtuberculata (Pu, 1992)